# Protéagineux
Les protéagineux sont des plantes annuelles appartenant au groupe botanique des Fabaceae (les légumineuses sont une importante part) dont les grosses graines sont riches en protides. Cette richesse est due à une interaction mutualiste qui lie ces plantes améliorantes à des bactéries fixatrices d'azote.

## Principaux protéagineux
En Europe, se sont développées principalement des cultures de pois protéagineux, de féverole et de lupin. Leur teneur en protéines est élevée : 20 % pour le pois, 25 % pour la féverole et 35 % pour le lupin blanc. L'Union nationale interprofessionnelle des plantes riches en protéines, interprofession et institut technique des protéagineux, a pour charge le développement et la promotion des cultures de protéagineux en France.
En 1993, il y avait en France près de 800 000 hectares de ces cultures, qui étaient à l'époque encouragées par la politique agricole commune de l'Union européenne.
Le soja se classe un peu à part. Bien qu'étant une légumineuse aussi, il produit de l'huile qui fait qu'on le classe parmi les oléoprotéagineux. Le colza et le tournesol, bien que produisant des protéines, ne sont pas classés dans les protéagineux mais dans les oléagineux stricts, puisque ce ne sont pas des légumineuses.
La principale caractéristique des légumineuses est de ne pas nécessiter d'engrais azotés, puisque ces plantes fixent l'azote de l'air. Depuis quelques années, ces cultures se sont réduites en Europe, du fait d'une politique de prix inadéquate.

## Utilisation
Les graines de protéagineux sont essentiellement utilisées, en Europe, pour l'alimentation des animaux. Sources de protéines, elles permettent de réduire la consommation de tourteau de soja, importé en Europe. Le plus fréquemment, les protéagineux sont incorporés dans des aliments destinés aux monogastriques (porcs et volailles, en particulier).
Certains fourrages comme le trèfle ou la luzerne sont utilisés comme aliments pour bétail en raison de leur richesse en protéine. D'autres plantes riches en protéines sont consommées par l'homme. Il s'agit des légumes secs : lentilles (29 %), pois chiches (19 %), pois cassés, fèves (27 %), fenugrec (25 %), haricots, etc.